# Baron Anatolsky
Baron Anatolsky is het 274e stripverhaal van Jommeke. De reeks wordt getekend door Studio Jef Nys. Het album verscheen op 1 april 2015.

## Personages
- Jommeke, Flip, Filiberke, Pekkie, De Miekes, Choco, Anatool, Kwak en Boemel, Odilon van Piependale, Elodie van Stiepelteen, Fifi en Smosbol.

## Verhaal
Anatool is, onder lichte dwang van zijn pleegmoeder, op zoek naar werk. Hij moet van zijn pleegmoeder eerlijk geld verdienen om zijn slechte naam te zuiveren. Maar met zijn verleden vertrouwt en wil niemand hem nog in dienst nemen als butler. Toch doet zijn pleegmoeder een goed woordje voor hem bij Elodie en Odilon. Elodie is eerst niet zo happig, maar uiteindelijk laat ze haar goed hart spreken. Al wil ze toch graag dat Jommeke en zijn vriendjes een oogje in het zeil houden als ze met Odilon onverwacht afwezig zal zijn. Er is een boodschap achtergelaten dat ze dringend vertrekken naar een oom van Odilon in Noorwegen voor een belangrijke familiekwestie, en dat vooral Anatool de kinderen op al hun wensen dient te bedienen.
Jommeke en zijn vrienden geven Anatool allerlei vervelende klusjes, zodat hij geen tijd heeft om op slechte gedachten te komen om iets te kunnen stelen. Maar wanneer de keuken opgeruimd is, en iedereen slaapt, gaat Anatool op zoek naar de brandkast in het kasteel. Hij vindt uiteindelijk de brandkast achter een schilderij, en een briefje waar de code op staat.
De volgende dag, met een list rond boodschappen doen weet hij even om aan de aandacht te ontsnappen. Jommeke vertrouwt het allemaal niet. Flip gaat mee om Anatool in het oog te houden. Toch kan Anatool aan zijn waakzaam oog ontsnappen. Hij schakelt kort daarop Somsbol in als hulpje. Anatool vertelt de rest van zijn plan aan Smosbol. Hij geeft hem de code van de brandkast mee en zegt waar hij de sleutel van de achterdeur zal verstoppen. Hij heeft ook de krant bij waarin staat dat er een kasteel in de Ardennen te koop staat. Smosbol moet het adres van de notarissen opschrijven zodat ze de advertentie kunnen vernietigen. Er mag geen enkel spoor achterblijven.
Even later weet Anatool Jommeke en zijn vrienden te overtuigen om een dagje naar zee te gaan. Terwijl iedereen met de trein naar zee is vertrokken, treedt Smosbol in actie. Met een handomdraai opent hij simpel de brandkast. Enkele uurtjes later ontdekken Jommeke en zijn vrienden dat er is ingebroken. De brandkast is leeg. Iedereen verdenkt Anatool, maar hij heeft immers een goed bewijs dat hij niet op de plaats van de misdrijf aanwezig kon zijn. De vrienden zoeken licht in paniek meteen naar enig bewijsmateriaal in het kasteel. De kinderen merken niet op dat Anatool er stilletjes vanonder muist. Het wordt echter snel duidelijk dat hij hulp heeft gekregen van buitenaf, maar Anatool is spoorloos. De sluwe vos heeft Jommeke ferm beetgenomen. Elodie en Odilon keren snel terug naar het kasteel en een tegenoffensief wordt ingezet om het gestolen fortuin terug te krijgen. Flip biecht op hoe Anatool hem gefopt heeft en hoe hij zich heeft laten ompraten.
Wat later komt Anatool aan op de geheime plaats die hij heeft afgesproken met Smosbol. Met al dat geld willen ze gaan rentenieren en genieten van zalig niksdoen. Ze dromen al van een duur kostuum, blinkende sportwagens en ze gaan naar de notaris om dat kasteel in de Ardennen te kopen.
Jommeke en zijn vrienden gaan meteen naar het huis van Smosbol. Helaas, sporen van waar ze heen zijn vinden ze niet. Iedereen speurt mee. Choco valt tijdens het zoeken ongelukkig door de schoorsteen. Maar dit biedt uiteindelijk de oplossing. Ze vinden een half verbrand stuk advertentie en gelukkig is het adres nog net leesbaar. Het wordt duidelijk dat Anatool een kasteel heeft gekocht in de Ardennen. Jommeke, Filiberke, Elodie en Odilon gaan zich bij Anatool aanbieden als huispersoneel. Dankzij hun vermomming ruiken Anatool en Smosbol geen gevaar. Een vreemde boodschap op een zoldermuur maakt gewag van een geest. Odilon ontpopt zich nu als een geestenverjager. Smosbol geeft in grote angst de code van de brandkast vrij. Anatool vertrouwt het hele zaakje niet en controleert zijn brandkast. Alles lijkt nog aanwezig. Intussen heeft Elodie een maaltijd bereid met als afsluiter een zeer speciaal dessert. Anatool en Smosbol beginnen een uurtje later volop te hallucineren door de werkzame bestanddelen van de in het dessert verwerkte paddenstoelen. Anatool slaat op de vlucht met de inhoud van de brandkast. Wat hij niet weet is dat Jommeke en Filiberke de brandkast hadden gevuld met speelgoedgeld en nepjuwelen. Eens Anatool terug thuis en weer bij zijn positieven is, denkt hij dat hij rijk is. Wanneer zijn pleegmoeder zijn buit even controleert is ze meteen in alle staten.
Het kasteel van Anatool wordt te koop gezet. Flip heeft stiekem gesnoept aan het fameuze dessert en ziet een bijzonder hallucinerend einde aan dit avontuur.

## Achtergronden bij het verhaal
- Anatool zingt in dit verhaal het bekende kinderliedje van Herman van Veen, "Ik ben vandaag zo vrolijk...zo vrolijk...zo vrolijk".
- Hoewel het verhaal grotendeels zich afspeelt in het kasteel van Odilon van Piependale, is zijn hond Tobias nergens te bespeuren.
- Opvallend is dat met de twee vorige verhalen, samen met dit verhaal, de personages Odilon van Piependale en Elodie van Stiepelteen, 3 keer na elkaar ten tonele worden gevoerd in de stripreeks.